# Post Malone
Austin Richard Post (Syracuse, 4 de julho de 1995), conhecido profissionalmente como Post Malone, é um cantor, rapper, compositor, produtor musical e guitarrista estadunidense. Conhecido por suas composições introspectivas e estilo vocal lacônico, Malone ganhou aclamação por misturar uma variedade de gêneros, incluindo hip hop, R&B, pop, trap, rap rock e cloud rap. Ele obteve reconhecimento pela primeira vez em 2015, após o lançamento de seu single de estreia "White Iverson". Subsequentemente, assinou um contrato com a Republic Records. O seu nome artístico é derivado do seu apelido e de um gerador de nomes de rap.
O álbum de estreia de Malone, Stoney (2016), contou com o single "Congratulations", e bateu o recorde de mais semanas na Billboard Top R&B/Hip-Hop Albums, com 77. Seu segundo álbum, Beerbongs & Bentleys (2018), estreou no número um na Billboard 200 dos Estados Unidos e quebrou vários recordes de streaming após o lançamento. Com os singles número um na Billboard Hot 100 "Rockstar" e "Psycho", foi indicado em Álbum do Ano no Grammy Awards de 2018. Em 2018, Malone colaborou com o cantor e rapper norte-americano Swae Lee na canção "Sunflower" para a trilha sonora do filme Spider-Man: Into the Spider-Verse, que alcançou o topo da Billboard Hot 100. Seu terceiro álbum, Hollywood's Bleeding, explorou o indie pop e foi lançado em setembro de 2019. Tornou-se seu segundo álbum número um na Billboard 200 e contou com os singles 1# na Hot 100, "Sunflower" e "Circles", tendo este último single passado 39 semanas no top 10# da Hot 100.
Os prêmios de Malone incluem três American Music Awards, dez Billboard Music Awards e um MTV Video Music Award. Além disso, ele recebeu seis indicações ao Grammy Award durante sua carreira. Em agosto de 2020, Malone se tornou o primeiro artista solo a chegar no topo da Billboard Rap Songs tanto na Adult Contemporary como artista principal, quando "Circles" alcançou o número um no último, com "Rockstar" tendo alcançado o número um no primeiro em 2017. Além disso, alcançado o primeiro lugar em sua 41ª semana na parada, "Circles" detém o recorde de maior subida para o número um na parada Adult Contemporary dos Estados Unidos. Malone também recebeu uma certificação de diamante pela Recording Industry Association of America (RIAA) nos Estados Unidos Por "Congratulations".

## Início de vida
Malone nasceu em 4 de julho de 1995, em Syracuse, Nova Iorque. Ele foi criado por seu pai, Rich Post, e sua madrasta, Jodie. Seu pai foi um DJ em sua juventude e apresentou Malone a muitos gêneros diferentes de música, incluindo hip hop, country e rock. Quando Malone tinha nove anos, ele e sua família se mudaram para Grapevine, Texas, depois que seu pai se tornou o gerente de concessões na Dallas Cowboys. Malone começou a tocar guitarra e fez o teste para a banda norte-americana Crown the Empire em 2010, mas foi rejeitado depois que as cordas de sua guitarra quebraram durante a audição. Ele creditou seu interesse inicial em aprender guitarra no Guitar Hero.
Malone sempre teve um amor por rock alternativo, e apareceu para um DJ no Emo Nite em Los Angeles em junho de 2017, tocando canções da banda norte-americana de rock alternativo My Chemical Romance no evento. De acordo com Malone, sua primeira incursão na música profissional começou quando ele estava em uma banda de heavy metal. Logo depois, ele diz que fez a transição para um rock mais suave e também para o hip hop, antes de começar a experimentar no FL Studio.

## Carreira

### 2011–2016: Início de carreira eStoney

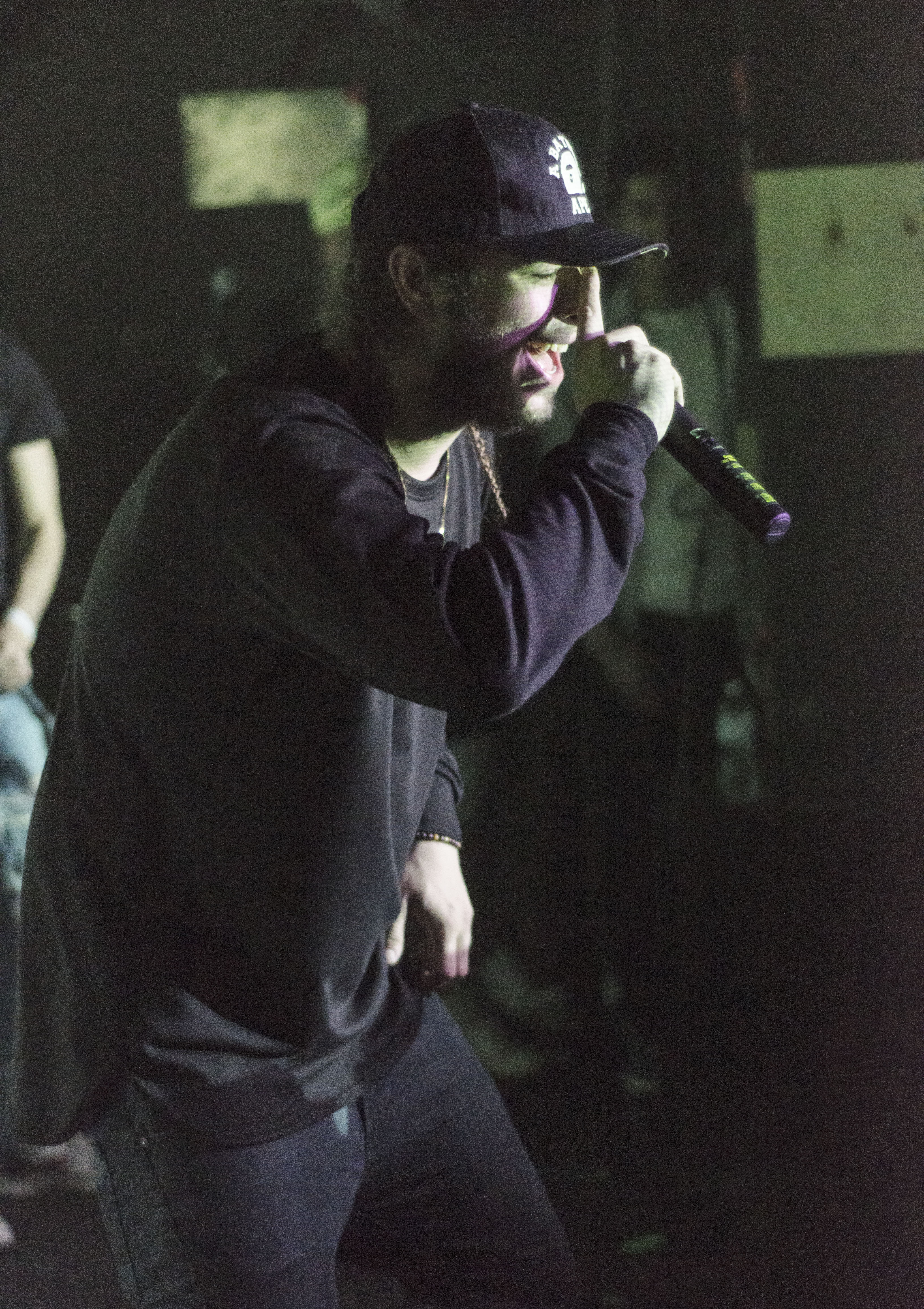
Malone se apresentando em 2015

De acordo com Malone, ele escolheu "Post Malone" como seu nome artístico quando tinha 14 ou 15 anos. Havia rumores de que o nome era uma referência ao jogador profissional de basquete Karl Malone, mas Malone explicou mais tarde que "Post" é seu sobrenome e usou um "gerador de nomes rap" para obter "Malone". Aos 16, usando o editor de áudio Audacity, Malone criou sua primeira mixtape, Young and After Them Riches. Ele o mostrou a alguns de seus colegas na Grapevine High School. Ele foi eleito o "mais provável de se tornar famoso" por seus colegas de classe quando estava no último ano do ensino médio. Ele trabalhou em um Chicken Express quando era adolescente.
Malone mais tarde se matriculou no Tarrant County College, mas acabou desistindo. Depois de deixar a faculdade, Malone mudou-se para Los Angeles, Califórnia, com seu amigo de longa data Jason Probst, um streamer de jogos profissional.
Depois de se mudar para Los Angeles, Malone, Probst e vários outros produtores e artistas formaram o grupo musical BLCKVRD e gravaram canções juntos. Vários membros do grupo, incluindo Malone, mudaram-se juntos para uma casa em Vale de São Fernando, Los Angeles. Enquanto vivia em Vale de São Fernando, Malone conheceu os produtores FKi 1st e Sauce Lord Rich, que formaram a equipe de produção FKi, bem como Rex Kudo, que produziu várias faixas de Malone, incluindo "White Iverson". Malone gravou a canção dois dias depois de escrevê-la. A letra de "White Iverson" alude ao jogador do Basketball Hall of Fame, Allen Iverson. Em fevereiro de 2015, após a conclusão, ele foi publicado na conta de Malone no SoundCloud. Em uma entrevista à Noisey, Malone afirmou que lançou a música com apreensão no SoundCloud, mas que logo em seguida dormiu. Quando acordou, se deu conta de que a música tinha atingido milhares de visualizações e muitos cantores relevantes estavam comentando sobre ela. Em 19 de julho de 2015, Malone lançou um videoclipe para "White Iverson". O single recebeu elogios de Mac Miller e Wiz Khalifa. No entanto, a canção foi notoriamente ridicularizada por Earl Sweatshirt.

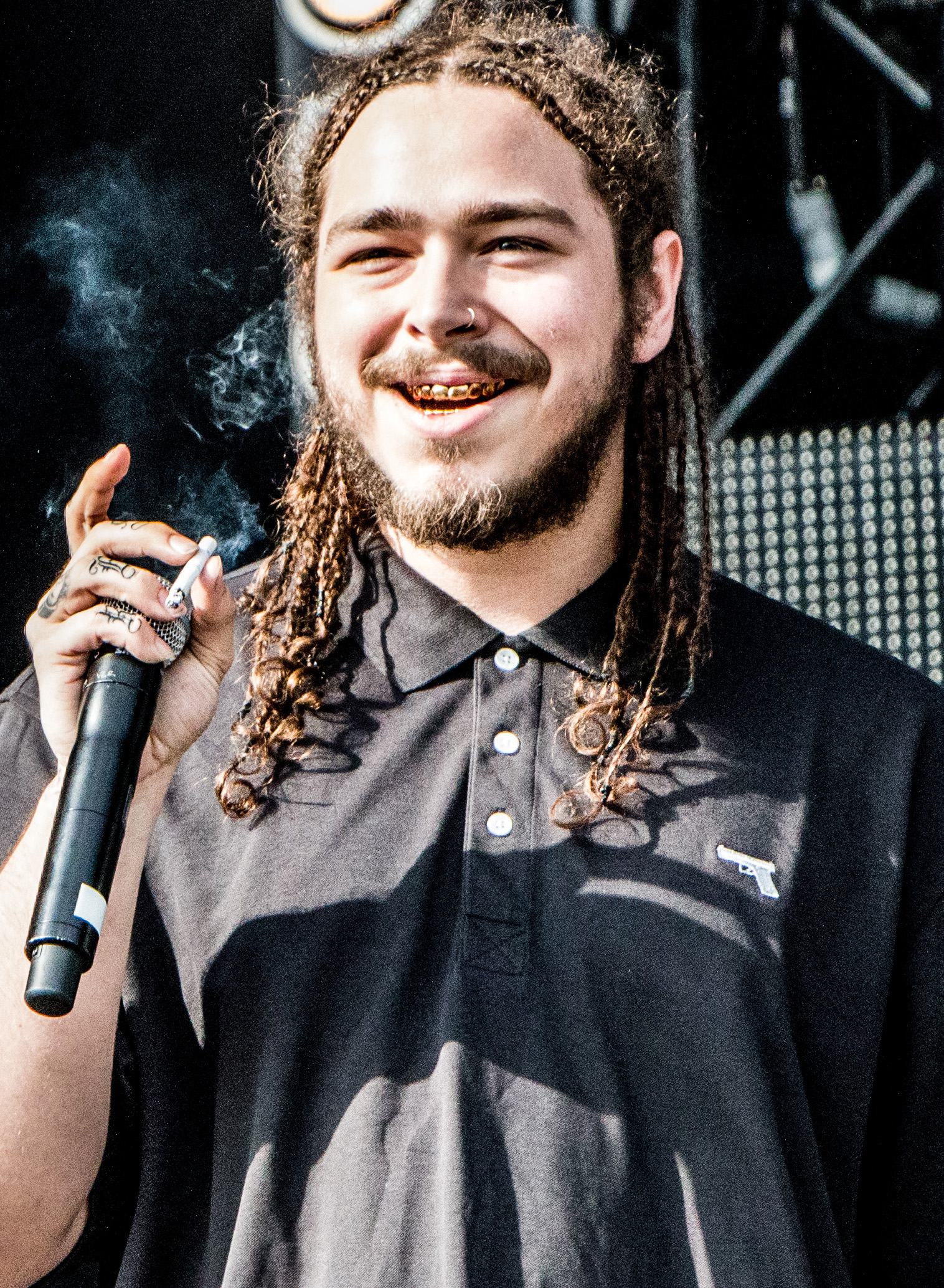
Malone no VELD Music Festival no Canadá em 2016

Depois de atingir um milhão de visualizações em um mês após o lançamento de "White Iverson", Malone rapidamente atraiu a atenção das gravadoras. Em agosto de 2015, ele assinou um contrato com a Republic Records. Malone posteriormente trabalhou com uma série de rappers proeminentes como 50 Cent, Young Thug e Kanye West, entre outros. Em agosto de 2015, ele se apresentou na festa de 18 anos de Kylie Jenner, onde conheceu Kanye West, que gostava de sua música, o que o levou a colaborar com Malone em seu single "Fade" de seu álbum The Life of Pablo (2016). Malone mais tarde começou sua amizade com o cantor e compositor canadense Justin Bieber, o que levou Malone a ser um ato de abertura para a Purpose World Tour de Bieber (2016-17). Em 20 de abril de 2016, Malone estreou seu novo single, "Go Flex" no programa Beats 1 de Zane Lowe.
Em 12 de maio de 2016, ele lançou seu primeiro projeto completo, uma mixtape, intitulada August 26th, cujo título era uma referência à data de lançamento de seu álbum de estreia. Em 9 de junho de 2016, Malone fez sua estreia na televisão nacional no Jimmy Kimmel Live!, apresentando "Go Flex".
Em junho de 2016, a editora-chefe da XXL, Vanessa Satten, revelou que Malone iria ser a capa da revista "2016 Freshmen Class" da XXL, mas ela foi "informada por sua equipe de que ele não estava prestando muita atenção ao hip hop. Ele estava indo em uma direção mais rock/pop/country." No entanto, Malone negou essas afirmações, explicando que sua última mixtape, bem como seu próximo álbum, eram hip hop. Em agosto de 2016, Malone pediu desculpas pelo atraso de seu álbum Stoney. Ele estava disponível para pré-venda em 4 de novembro e foi finalmente lançado em 9 de dezembro. Malone mais tarde passou a chamar o álbum de "medíocre", apesar do sucesso do single "Congratulations" com Quavo, a primeira canção de Malone no top dez da Billboard Hot 100, chegando ao número oito. Posteriormente, em 2019, Congratulations recebeu disco de diamante pela RIAA por ter vendido mais de 10 milhões de copias nos EUA. Stoney também contém outros sucessos como "I Fall Apart" e "Deja Vu", com Bieber, sendo o álbum mais tarde certificado com platina dupla pela RIAA em outubro de 2017.

### 2017–2018:beerbongs & bentleys
Em fevereiro de 2017, Malone revelou o título de seu próximo projeto, Beerbongs & Bentleys, e estava previsto para ser lançado em dezembro, antes de ser adiado para 2018. Em setembro, Malone lançou o primeiro single do álbum,Rockstar, com 21 Savage. A canção debutou em 2# na Billboard Hot 100, alcançando o primeiro lugar na semana seguinte e mantendo-se no topo por oito semanas consecutivas; rockstar passou 108 semanas no topo do chart mundial do Spotify, batendo o recorde de 101 semanas que era compartilhado por "One Dance" de Drake, Wizkid e Kyla e "Despacito" de Luis Fonsi, Daddy Yankee e Justin Bieber. Por conta do sucesso de rockstar, a revista Rolling Stone se referiu a Post Malone como "um dos músicos mais populares do país" em 2017. Em novembro, Malone lançou o videoclipe oficial de "Rockstar", dirigido por Emil Nava.
Após o tremendo sucesso de Rockstar, em 20 de fevereiro de 2018, Malone publicou uma prévia de sua canção com Ty Dolla Sign, intitulada "Psycho". "Psycho" foi lançada em 23 de fevereiro de 2018, e uma turnê com 21 Savage foi anunciada. A canção estreou no número 2 na Billboard Hot 100, tornando-se a terceira entrada de Malone no top 10. Em 5 de abril de 2018, Malone afirmou que Beerbongs & Bentleys seria lançado em 27 de abril de 2018. No mesmo dia, ele também estreou a canção "Stay" durante um show no Bud Lite Dive Bar em Nashville. Após o lançamento, Beerbongs & Bentleys quebrou o recorde de streaming de primeiro dia no Spotify, com 78,7 milhões de streams em todo o mundo. O álbum estreou na posição 1# na Billboard 200 com 461 000 unidades equivalentes a álbuns em sua primeira semana, sendo 153.000 de unidades puras. O álbum também recebeu certificado de platina pela RIAA após quatro dias, e incluí três canções no top 10 e seis no top 20.

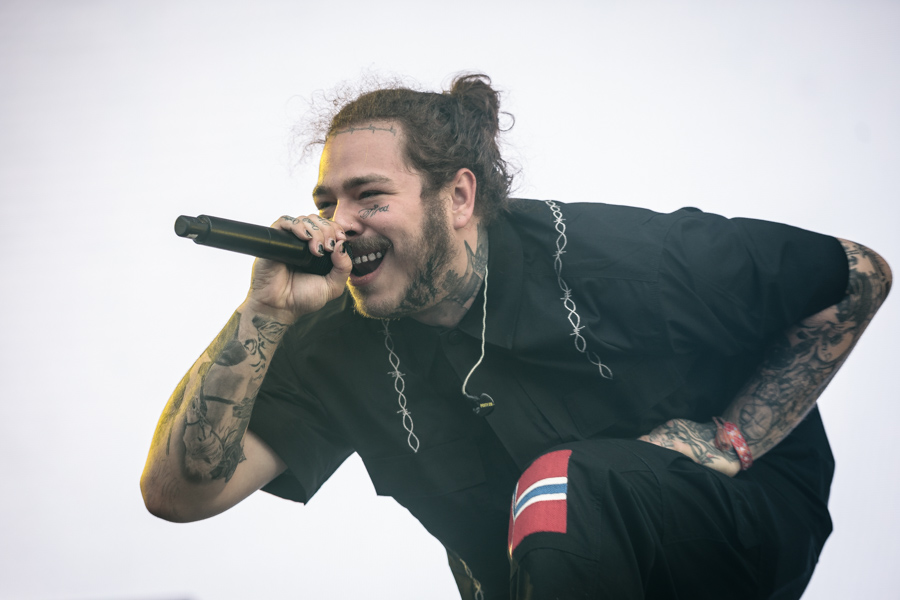
Malone se apresentando no Stavernfestivalen em Stavern, Noruega em 2018

Em uma entrevista com a Billboard em maio de 2018, o empresário de Malone anunciou que Malone estava planejando começar sua própria gravadora e produtora de filmes. Mais tarde, Malone ganhou o Top Rap Song no Billboard Music Awards por "Rockstar" com 21 Savage. Malone confirmou em junho de 2018 que estava escrevendo seu terceiro álbum, e confirmou que um festival estaria ocorrendo, organizado por ele, intitulado "Posty Fest", em Dallas, Texas, em 28 de outubro. Malone prometeu uma formação "blockbuster" com headliners como o rapper Travis Scott.
Em agosto de 2018, Malone quebrou o recorde de Michael Jackson por Stoney passar 77 semanas no Top 10 da R&B/Hip-Hop Albums da Billboard, em comparação com as 76 semanas que Thriller (1983) passou. Um álbum de colaboração com o rapper Mac Miller também foi divulgado em agosto de 2018. Durante sua aparição no The Tonight Show Starring Jimmy Fallon, ele fez uma prévia de sua canção "Sunflower", uma colaboração com Swae Lee, da trilha sonora do filme Spider-Man: Into the Spider-Verse. Em novembro de 2018, foi confirmado que Malone estava gravando seu terceiro álbum em sua casa em Utah.

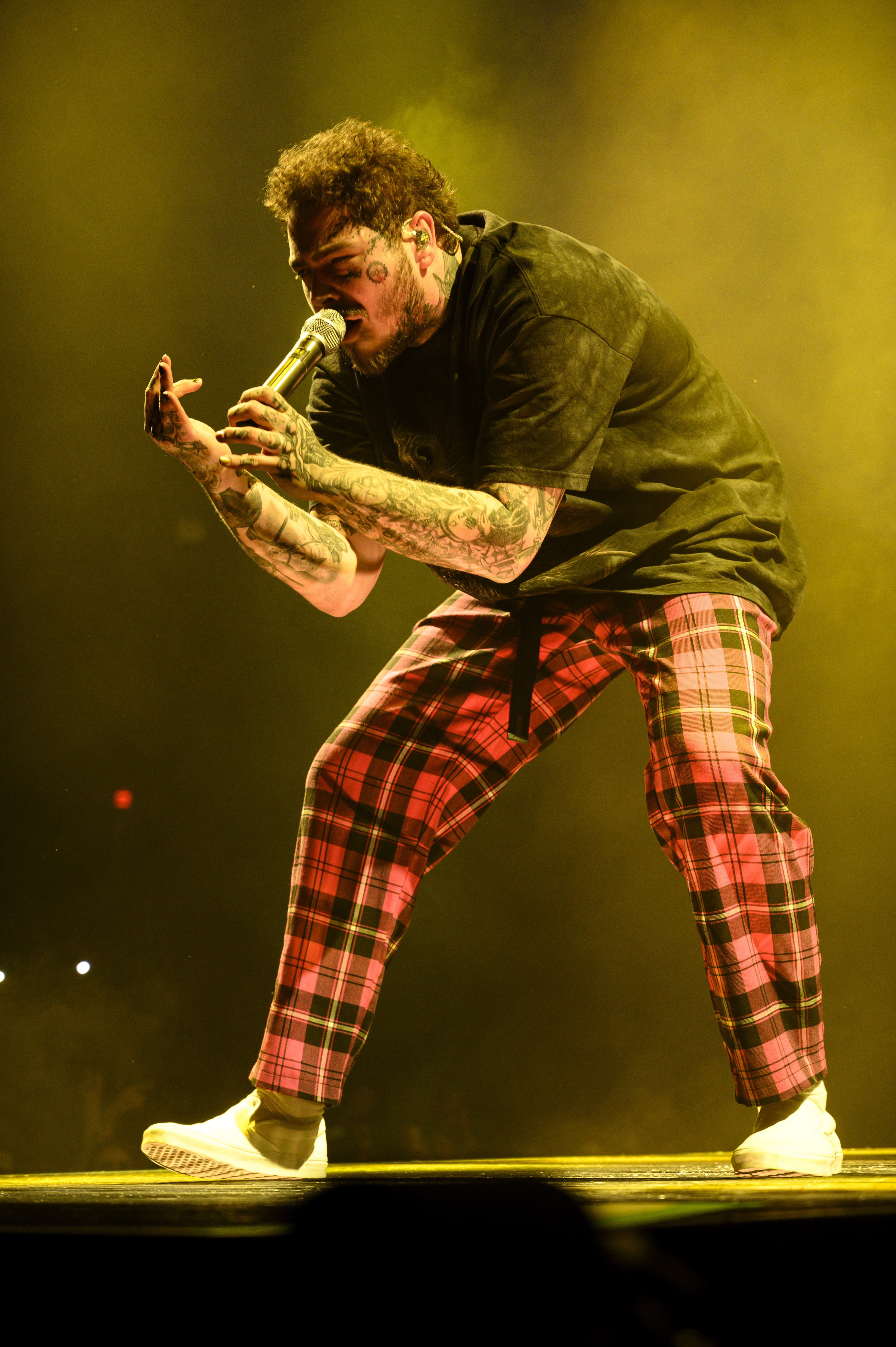
Post Malone se apresentando em Chicago, EUA em 2020 durante a Runaway Tour

### 2019–2021:Hollywood´s Bleeding
Malone foi indicado a 4 categorias no 61º Grammy Awards por seu álbum Beerbongs & Bentleys. Entre as indicações estão Álbum do Ano e Gravação do Ano. Ele se apresentou com o Red Hot Chili Peppers na premiação em 10 de fevereiro de 2019. Em julho de 2019, Malone lançou o single "Goodbyes" com Young Thug, e também anunciou a Runaway Tour com Swae Lee como ato de abertura. Em 5 de agosto, Malone compartilhou um trecho de uma faixa inédita "Circles" no YouTube. Ele então cantou a canção em seu segundo concerto anual Bud Light: Dive Bar e confirmou que a canção oficial seria lançada na semana seguinte. Naquele mesmo dia e em 25 de julho de 2019, no Cheyenne Frontier Days, ele anunciou que o álbum estava terminado. Ele lançou a canção em 30 de agosto de 2019. Ele confirmou que seu próximo terceiro álbum de estúdio será lançado em 6 de setembro de 2019. Em 26 de agosto de 2019, Malone anunciou no Twitter que seu terceiro álbum se chama Hollywood's Bleeding e seria lançado em 6 de setembro de 2019.
Em 21 de setembro de 2019 o álbum estreou no topo da Billboard 200, tendo vendido 489 000 unidades equivalentes ao álbum em sua primeira semana. Hollywood´s Bleeding ficou 5 semanas não consecutivas em 1# na parada. Embora tenha sido lançado em 2019, o sucesso sustentado de Hollywood´s tornou-o o álbum mais bem sucedido no ano de 2020, segundo a Billboard. No ranking de fim de ano da Billboard 200, referente a 2019, beerbong´s and bentleys ainda estava em alta, ocupando o 5º lugar, enquanto Hollywood´s ficou em 9º. Já em 2020, enquanto Hollywood´s alcançava o topo da parada, beerbongs caiu para o 23º. Circles foi considerada a segunda música mais bem sucedida do ano, ficando atrás apenas de Blinding Lights de The Weekend, e foi indicada ao 63º Grammy Awards nas categorias de Melhor Gravação e Melhor Canção do Ano. Hollywood´s Bleending também foi indicado à Melhor Álbum do Ano.

### 2020–2022: Colaborações etwelve carat toothache
De dezembro a março de 2020, o show de Malone no Pepsi Center em Denver ocorreu conforme o programado, atraindo uma multidão de 20 000 pessoas, provavelmente a maior reunião fechada dos Estados Unidos. Antes das paralisações da pandemia de COVID-19, Malone recebeu reação por não conseguir cancelar seu show esgotado em meio a crescentes preocupações sobre a pandemia de COVID-19. Alegadamente, a Live Nation adiou datas futuras da turnê dos EUA em de Março do dez-mar de 2020. Em 24 de abril como como 2020, Malone anunciou que um novo álbum está em andamento durante uma performance transmissão ao vivo.
No final de abril de 2020, Malone tocou um show transmitido ao vivo que consistia inteiramente em versões do Nirvana de casa. Malone cantou os vocais principais e forneceu a guitarra base para o set. Ele estava acompanhado pelo baterista Travis Barker, pelo baixista Brian Lee e pelo guitarrista Nick Mac. A apresentação arrecadou mais de US$5 milhões para o fundo de ajuda C OVID-19 da Organização Mundial de Saúde. A apresentação também recebeu elogios dos membros sobreviventes do Nirvana, Krist Novoselic e Dave Grohl, Bem como a viúva de Kurt Cobain, Courtney Love.
Em junho de 2020, Malone apareceu no simples Tyla Yaweh, "Tommy Lee". O single foi seguido por um remix, lançado em outubro de julho de 2020, com o próprio Tommy Lee da bateria, além de uma guitarra instrumental regravada. Um segundo remix da música, com participação do rapper Saint Jhn, foi lançado posteriormente.

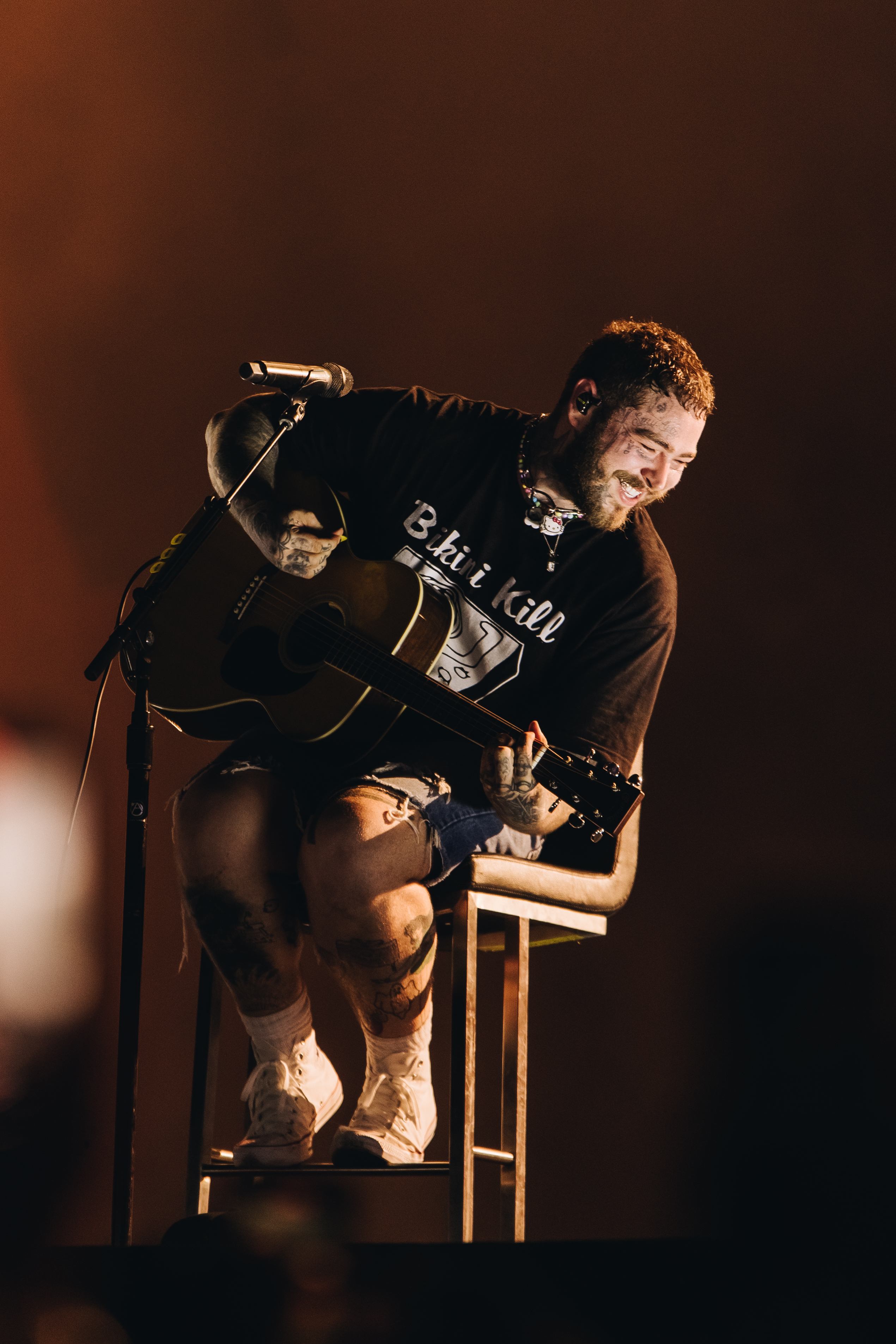

Em julho de 2021, Post anunciou o lançamento de um novo single, intitulado "Motley Crew", cujo título é inspirado na banda de heavy metal de mesmo nome. Tommy Lee, um dos integrantes da banda, participou do videoclipe da música, o qual também foi lançado naquele mês.
Em junho de 2022, Post Malone lançou o seu quarto álbum de estúdio, intitulado "twelve carat toothache".  Em sua semana de estreia na Billboard 200, vendeu 121.000 unidades e emplacou em 2# na parada americana. Um desempenho menor, quando comparado aos seus últimos dois trabalhos. Os singles que precederam "twelve carat toothache" não tiveram tão amplo sucesso. O primeiro single foi Cooped Up, lançado em colaboração com Roddy Rich. O segundo single, que teve bom desempenho nas rádios e alcançou o Top 10 da Billboard, foi "One Right Now", uma colaboração com The Weekend. No caso dos álbuns anteriores, os singles que os precediam alcançaram um sucesso estrondoso e muito influenciaram nas altas vendas que emplacaram os álbuns em 1# nas paradas. Em "beerbong´s and bentleys", haviam os singles "rockstar" e "Psycho", e no caso Hollywood´s Bleeding, emendou-se o sucesso do álbum anterior, com o ótimo desempenho dos hits "Sunflower", "Wow" e "Circles", algo que não se repetiu com o quarto álbum de Malone.

### 2023:The Diamond collectioneAustin
Em abril de 2023, Malone anunciou que estava trabalhando em um novo álbum. Em 14 de abril, Malone lançou "Chemical", como primeiro single de seu quinto álbum de estúdio. Em 21 de abril de 2023, Malone lançou The Diamond Collection, uma compilação de nove canções de seus oito singles recordes com certificação RIAA Diamond, junto com o single "Chemical". Em 21 de abril de 2023, ao lado de The Kid Laroi, Malone apareceu em "What You Say", a vigésima quarta versão do sexto álbum de estúdio completo de YoungBoy Never Broke Again, Don't Try This At Home.
Em 16 de maio de 2023, Malone anunciou que seu quinto álbum de estúdio, Austin, seria lançado em 28 de julho de 2023. Em 19 de maio, "Mourning" foi lançado como o segundo single do álbum. No dia 14 de julho foi lançado o terceiro single, "Overdrive".

## Vida Pessoal

### Acidente de Avião
No dia 21 de agosto de 2018 Post Malone, após se apresentar no VMA, estava pronto para viajar de Nova Jersey para Londres em um avião particular da Gulfstream. Durante a decolagem, que ocorreu no aeroporto de Teterboro (Nova Jersey), as duas rodas do avião explodiram, e o piloto decidiu fazer um pouso de emergência. A rota do voo foi então desviada para Nova York, porém, para não correr o risco de explosão, o avião teve que sobrevoar o aeroporto da cidade durante um tempo a fim de que o combustível fosse consumido. Felizmente, o pouso de emergência aconteceu sem que houvessem feridos. O avião aterrissou com segurança, às 15h50, no aeroporto internacional de Stewart em Nova York. As 16 pessoas que estavam no avião, incluindo Post Malone, ficaram bem e toda uma equipe com mais de 25 profissionais estavam prontos para prestar-lhes assistência. Apesar de ter sido um incidente que não ocasionou danos à vida de nenhum dos passageiros, muitas pessoas postaram tweets com piadas a respeito do que aconteceu. Post Malone, logo ao aterrissar escreveu em sua conta no Twitter: "i landed guys. thank you for your prayers. can't believe how many people wished death on me on this website. fuck you. but not today" - "Eu consegui galera. Obrigado por todas as orações, não posso acreditar em quantas pessoas desejaram minha morte nesse site. Vão se f****, mas hoje não". Post Malone presenteou toda a equipe do aeroporto que esteve envolvida na aterrissagem do avião - deu-lhes passe-livre para todos os seus shows para o resto de suas vidas.

### Saúde
Em março de 2020, apareceu um vídeo que mostrava Malone caindo e se comportando de maneira estranha no palco com sua música, "I Fall Apart", que fez os fãs se preocuparem com seu bem-estar e saúde. O próprio Malone negou as alegações, dizendo que ele "não usava drogas e me sinto melhor do que nunca na vida". Seu empresário Dre London também afirmou que não havia necessidade de se preocupar e que o comportamento de Malone fazia parte do "ato". O pai de Malone, Richard Post, também comentou sobre o comportamento do artista, afirmando que ele "não quer parecer desdenhoso para aqueles de vocês que expressaram preocupação com Austin. Sua sinceridade e gentileza em relação a ele é certamente comovente e apreciada".

### Tatuagens

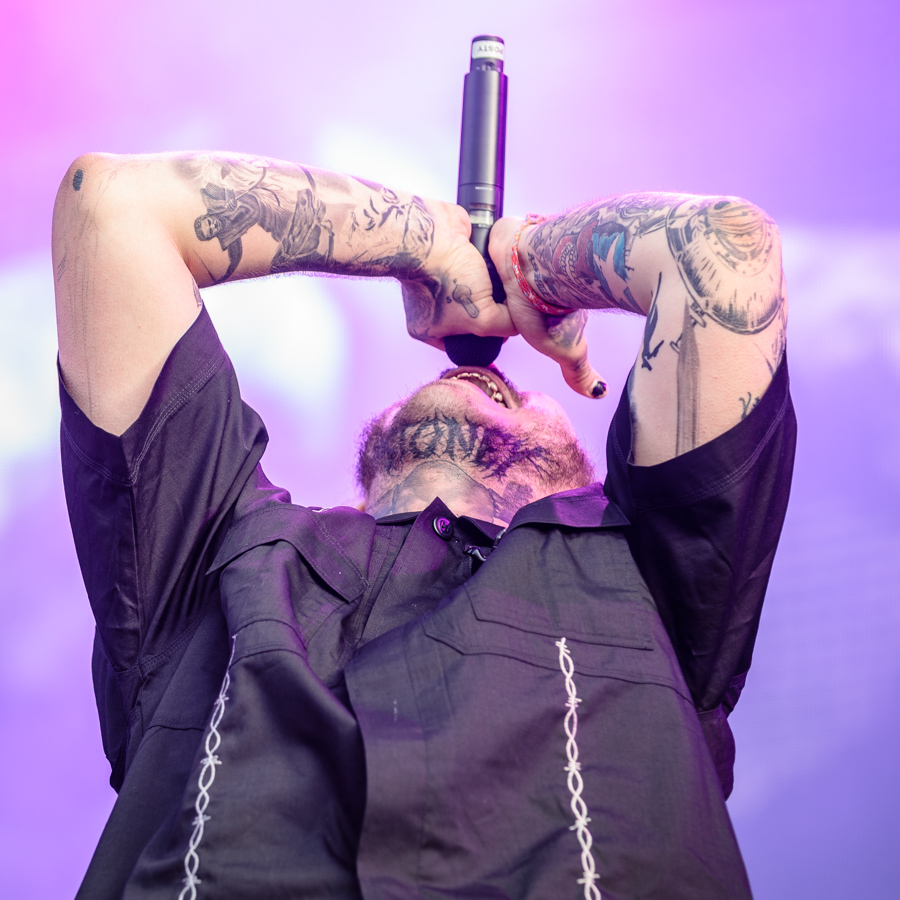
Tatuagem "STONEY" de Post abaixo do queixo, que é uma referência ao seu álbum de estreia

Malone tem uma série de tatuagens que ele mesmo fez e também fez tatuagens em vários amigos e conhecidos.

### Empreendimentos
Post Malone revelou, em maio de 2020, seu novo empreendimento ligado ao mercado de vinhos. Juntamente com seu empresário Dre London e James Morrissey, Malone lançou um vinho rosé francês denominado "Maison No.9". O projeto nasceu em 2019, após Post fazer visitas à casa de Mark Walhberg - ambos contracenam no filme “Spenser Confidential” - Nestas visitas, Post observou a coleção de vinhos caros de Mark, em pouco tempo se interessou pelo assunto e se tornou, de acordo com Dre, especialista na área. Logo depois surgiu a oportunidade de dar início ao projeto, com o encontro de Post, Dre e Morrissey, o qual havia estado em uma vinícola na França à poucos dias atrás. Os três jantaram juntos em Los Angeles após a cerimônia do Grammy Awards e falaram sobre o possível projeto relacionado à vinhos. Poucos dias depois estavam experimentando a produção de uma vinícola no sul da França, a qual se localiza perto de Saint-Tropez, na Riviera Francesa, e aparece no videoclipe de “Saint-Tropez” (uma das faixas do álbum Hollywood´s Bleeding). De acordo com o Wine.com, Post, Dre e Morrissey se apaixonaram pelo líquido, pela paisagem e pelo estilo de vida mediterrâneo. Relatou também que foram necessárias várias viagens e degustação de mais de 100 blends de Rosé até que fosse encontrado o perfeito.
O nome Maison No.9 é uma homenagem à carta de tarô favorita de Post o 9 de Espadas. As vendas foram um sucesso. Em dois dias, na semana de pré-venda, mais de 50 000 garrafas de Maison No. 9 foram vendidas, com o preço de 21,99 dólares. Na primeira manhã de pré-venda o site Vinino - plataforma de vendas - chegou a cair devido ao grande número de acessos e pedidos que estavam sendo feitos. O vinho teve aclamação crítica de Wilfred Wong da Wine.com, que concedeu pontuação 90.
Além da linha de vinhos, Post Malone tem parceria com a Arnette e Crocs, a primeira sendo uma linha de óculos escuros e a outra de sapatos do tipo crocs.

### Ideologia política
Malone tem uma tatuagem do presidente dos Estados Unidos John F. Kennedy no braço e disse que Kennedy foi "o único presidente a se pronunciar contra a corrupção que está acontecendo em nosso governo hoje em dia". Em dezembro de 2016, Malone afirmou que se fosse convidado a se apresentar na posse de Donald Trump, ele não teria se oposto, embora tenha declarado que nem Trump nem Hillary Clinton eram adequados para presidente dos Estados Unidos e expressou sua apoio de Bernie Sanders durante o ciclo eleitoral.
Mais tarde, Malone expressou antipatia por Trump em uma entrevista em novembro de 2017 para a Rolling Stone. Na mesma entrevista, ele revelou que possui uma grande coleção de armas e acredita que é um direito americano possuir e operar armas. Malone também expressou grande interesse em teorias da conspiração quando disse: "Há merdas malucas acontecendo que não podemos explicar". Durante uma viagem ao Canadá em 2018, Malone foi entrevistado e quando perguntado qual é a "maior mentira", ele respondeu: "A maior mentira do mundo é o governo dos EUA. É um reality show de merda e acho que vai haver um monte de merdas estranhas que acontecem dentro da nossa geração que realmente mudam o jeito do mundo".

## Post Malone no Brasil
A primeira vez em que Post Malone veio ao Brasil foi em 2019, onde se apresentou no Lollapalooza. Já em 2022 se apresentou no Rock in Rio, tendo realizado um dos shows mais aclamados e comentados do festival daquele ano. Sua postura carismática durante o show, bem como a simpatia com os fãs marcaram a figura de Malone. Numa parte acústica do show, Malone convidou um fã para subir ao palco e tocar a música "Stay".

## Estilo Musical
Embora muitos o considerem um rapper, ele afirma que não se considera assim e afirmou em uma entrevista com Zane Lowe que entende a si mesmo como um artista e que não se preocupa tanto em produzir "smashs" (músicas de tremendo sucesso), mas se importa em fazer músicas com as quais se identifica. A revista GQ até se referiu à Post como um dos "rappers" que têm confundido as "fronteiras do hip hop", por conta de suas músicas terem influências de muitos outros estilos "como pop, R&B, rap, emo, punk e indie rock" e chegou a citar uma fala de Post em que ele afirma que não quer ser "um rapper, mas apenas um pessoa que faz música". “Eu queria criar algo que todos pudessem fazer e ficar bêbados”, disse Post em uma entrevista da Republic Records, “pessoas que gostam de hip-hop vão gostar. Pessoas que gostam de folk vão gostar. Pessoas que gostam de pop vão gostar”. Ele chegou a afirmar também que para ele "gênero é estúpido", portanto não se incomoda de num instante gravar músicas com Justin Bieber e depois fazer música com 21 Savage.
Post de fato ofereceu em seu repertório faixas que são facilmente denominadas como sendo rap, hip hop e trap, porém muitos de seus trabalhos (principalmente os últimos) contém influências de muitos outros estilos musicais. Sunflower e Circles (grandes sucessos de seu último álbum) são faixas, por exemplo, com cunho mais ligado ao pop. O seu primeiro álbum - Stoney - de fato é rico em faixas que tem forte influência do rap, hip hop e do trap - como "White Iverson", "Congratulations" e "Too Young" - porém muitas apresentam a complexidade musical que compõe o estilo multiforme de Malone. Por exemplo, de acordo com a revista GQ, "Go Flex" - faixa desse mesmo 1º álbum - contém um estilo que é uma junção entre country, pop e R&B.
Em seu 2º álbum, Post apresentou, em sua grande maioria, faixas de trap. Rockstar, seu maior sucesso, é uma típica faixa de trap, bem como Zack and Codeine, Sugar Wraith, Paranoid e Takin' Shots. Psycho, outro grande sucesso, é facilmente definida como uma música de rap e remete muito ao estilo presente em White Iverson. Já o 3º álbum de Post é muito diferente dos anteriores. Ele mesmo afirmou em uma entrevista para "Beats 1" que queria produzir algo estranho e "funcky" para seu terceiro trabalho, apesar de querer agradar os fãs de suas músicas anteriores também; e disse que considera Hollywood´s Bleeding um álbum super épico e muito legal. Esse 3º álbum contém músicas de rap e trap como a própria faixa-título "Hollywood´s Bleeding", além de muitas outras como "Wow", "Saint-Tropez", "On The Road" e "Die for Me" Porém, também apresenta faixas mais melancólicas e mais ligadas ao pop e rock, como "Circles", "Staring At The Sun", "Internet", "Take What You Want", "I Know", "Myself"... canções que apresentam - além das influências do trap, rap e hip hop - inspirações do pop, pop/rock e rock. O próprio jornal CNN publicou um texto que falava sobre o lançamento de "Circles", e afirmou que "a melodia da música é um pouco diferente do que os fãs geralmente esperam de Malone", pois a faixa não apresenta rap.

## Controvérsias
Malone foi chamado de "abutre da cultura" várias vezes por diferentes publicações e nas redes sociais por "se apropriar" da cultura afro-americana.O rapper da Califórnia Lil B escreveu no Twitter em outubro de 2017: "Post Malone está lentamente se transformando em um cara branco! Lol ele está empurrando isso, dê alguns anos ele vai ser totalmente country e odeia os negros lol", com Malone respondendo em uma entrevista, alegando que sua pele branca foi" usada contra ele." Em janeiro de 2018, Malone começou um discurso bêbado contra as pessoas que o descrevem como um abutre da cultura. Em entrevista à GQ vários dias depois, Malone disse "é uma luta ser um rapper branco". 
Em uma entrevista de novembro de 2017 para o meio de comunicação polonês Newonce, Malone disse que a música hip-hop moderna carece de "pessoas falando sobre merda real" e acrescentou que "se você está procurando pensar sobre a vida, não ouça hip-hop." Ele recebeu reação da mídia social por seus comentários, incluindo de outros rappers como Lil B e Vince Staples. Malone mais tarde apareceu em um vídeo no Twitter, dizendo que o motivo de seus comentários era que era uma entrevista de "degustação de cerveja", e passou a dizer que ama hip-hop. Newonce, no entanto, negou essa afirmação, afirmando que Malone quase não bebeu durante a entrevista.

## Filmografia

### Filmes
| Ano  | Título                                      | Personagem               | Notas |
| ---- | ------------------------------------------- | ------------------------ | ----- |
| 2018 | Spider-Man: Into the Spider-Verse           | Brooklyn Bystander (voz) | Cameo |
| 2020 | Spenser Confidential                        | Squeeb                   |       |
| 2021 | Wrath of Man                                | Robber #6                |       |
| 2022 | Runaway                                     | Ele mesmo                |       |
| 2023 | Teenage Mutant Ninja Turtles: Mutant Mayhem | Ray Fillet (voz)         |       |
| 2025 | Happy Gilmore 2                             | DJ Omar Gosh             |       |

### Televisão
| Ano     | Título           | Funçlão | Notas                                   |
| ------- | ---------------- | ------- | --------------------------------------- |
| 2017–19 | FishCenter Live  | Self    | 2 participações musicais como convidado |
| 2018    | Ghost Adventures | Self    | "The Slaughter House"                   |

## Discografia
- Stoney (2016)
- Beerbongs & Bentleys (2018)
- Hollywood's Bleeding (2019)
- Twelve Carat Toothache (2022)
- Austin (2023)
- F-1 Trillion (2024)[148]

## Turnês

### Headlining
- Stoney Tour (2017)
- Beerbongs & Bentleys Tour (2018–2019)[149][150]
- Runaway Tour (2019–2021)[151][152]

### Ato de abertura
- Justin Bieber - Purpose World Tour (2016)

## Prêmios e Indicações
| Prêmio                              | Ano  | Destinatário(s) e nomeado(s)                                    | Categoria                                     | Resultado | Ref.            |
| ----------------------------------- | ---- | --------------------------------------------------------------- | --------------------------------------------- | --------- | --------------- |
| American Music Awards               | 2017 | Himself                                                         | New Artist of the Year                        | Indicado  | [ 153 ]         |
| American Music Awards               | 2018 | Himself                                                         | Artist of the Year                            | Indicado  | [ 154 ]         |
| American Music Awards               | 2018 | Himself                                                         | Favorite Artist — Rap/Hip-Hop                 | Indicado  | [ 154 ]         |
| American Music Awards               | 2018 | Himself                                                         | Favorite Male Artist — Pop/Rock               | Venceu    | [ 154 ]         |
| American Music Awards               | 2018 | Beerbongs & Bentleys                                            | Favorite Album — Rap/Hip-Hop                  | Venceu    | [ 154 ]         |
| American Music Awards               | 2018 | "Rockstar" (featuring 21 Savage)                                | Collaboration of the Year                     | Indicado  | [ 154 ]         |
| American Music Awards               | 2018 | "Rockstar" (featuring 21 Savage)                                | Favorite Song — Rap/Hip-Hop                   | Indicado  | [ 154 ]         |
| American Music Awards               | 2019 | Himself                                                         | Artist of the Year                            | Indicado  | [ 155 ]         |
| American Music Awards               | 2019 | Himself                                                         | Favorite Artist - Rap/Hip-Hop                 | Indicado  | [ 155 ]         |
| American Music Awards               | 2019 | Himself                                                         | Favorite Male Artist — Pop/Rock               | Indicado  | [ 155 ]         |
| American Music Awards               | 2019 | Hollywood's Bleeding                                            | Favorite Album — Rap/Hip-Hop                  | Venceu    | [ 155 ]         |
| American Music Awards               | 2019 | "Sunflower" (with Swae Lee)                                     | Collaboration of the Year                     | Indicado  | [ 155 ]         |
| American Music Awards               | 2019 | "Sunflower" (with Swae Lee)                                     | Favorite Song — Pop/Rock                      | Indicado  | [ 155 ]         |
| American Music Awards               | 2019 | "Wow"                                                           | Favorite Song — Rap/Hip-Hop                   | Indicado  | [ 155 ]         |
| American Music Awards               | 2020 | Himself                                                         | Artist of the Year                            | Indicado  | [ 156 ]         |
| American Music Awards               | 2020 | Himself                                                         | Favorite Male Artist — Pop/Rock               | Indicado  | [ 156 ]         |
| American Music Awards               | 2020 | "Circles"                                                       | Favorite Song — Pop/Rock                      | Indicado  | [ 156 ]         |
| APRA Music Awards                   | 2020 | "Sunflower" (With Swae Lee)                                     | Most Performed International Work of the Year | Indicado  | [ 157 ]         |
| ARIA Music Awards                   | 2018 | Himself                                                         | Best International Artist                     | Indicado  | [ 158 ]         |
| ARIA Music Awards                   | 2019 | Himself                                                         | Best International Artist                     | Indicado  | [ 159 ]         |
| ASCAP Pop Music Awards              | 2019 | "Better Now"                                                    | Winning Songs                                 | Venceu    | [ 160 ]         |
| ASCAP Pop Music Awards              | 2019 | "Psycho"                                                        | Winning Songs                                 | Venceu    | [ 160 ]         |
| ASCAP Pop Music Awards              | 2019 | "Rockstar"                                                      | Winning Songs                                 | Venceu    | [ 160 ]         |
| ASCAP Rhythm & Soul Music Awards    | 2019 | "Rockstar"                                                      | Winning Song                                  | Venceu    | [ 161 ]         |
| BBC Radio 1's Teen Awards           | 2019 | Himself                                                         | Best International Solo Artist                | Indicado  | [ 162 ]         |
| BET Hip Hop Awards                  | 2018 | "Rockstar" (featuring 21 Savage)                                | Best Collabo, Duo or Group                    | Indicado  | [ 163 ]         |
| Billboard Live Music Awards         | 2016 | Purpose World Tour featuring Moxie Raia and Post Malone         | Top Package                                   | Venceu    | [ 164 ]         |
| Billboard Live Music Awards         | 2018 | Himself                                                         | Breakthrough Artist                           | Venceu    | [ 165 ]         |
| Billboard Music Awards              | 2018 | Himself                                                         | Top Male Artist                               | Indicado  | [ 166 ]         |
| Billboard Music Awards              | 2018 | Himself                                                         | Top Hot 100 Artist                            | Indicado  | [ 166 ]         |
| Billboard Music Awards              | 2018 | Himself                                                         | Top Song Sales Artist                         | Indicado  | [ 166 ]         |
| Billboard Music Awards              | 2018 | Himself                                                         | Top Streaming Artist                          | Indicado  | [ 166 ]         |
| Billboard Music Awards              | 2018 | Himself                                                         | Top Rap Artist                                | Indicado  | [ 166 ]         |
| Billboard Music Awards              | 2018 | Himself                                                         | Top Rap Male Artist                           | Indicado  | [ 166 ]         |
| Billboard Music Awards              | 2018 | Stoney                                                          | Top Billboard 200 Album                       | Indicado  | [ 166 ]         |
| Billboard Music Awards              | 2018 | Stoney                                                          | Top Rap Album                                 | Indicado  | [ 166 ]         |
| Billboard Music Awards              | 2018 | "Rockstar" (featuring 21 Savage)                                | Top Hot 100 Song                              | Indicado  | [ 166 ]         |
| Billboard Music Awards              | 2018 | "Rockstar" (featuring 21 Savage)                                | Top Collaboration                             | Indicado  | [ 166 ]         |
| Billboard Music Awards              | 2018 | "Rockstar" (featuring 21 Savage)                                | Top Rap Song                                  | Venceu    | [ 166 ]         |
| Billboard Music Awards              | 2018 | "Rockstar" (featuring 21 Savage)                                | Top Streaming Song (Audio)                    | Indicado  | [ 166 ]         |
| Billboard Music Awards              | 2018 | "Congratulations" (featuring Quavo)                             | Top Streaming Song (Audio)                    | Indicado  | [ 166 ]         |
| Billboard Music Awards              | 2019 | Himself                                                         | Top Artist                                    | Indicado  | [ 167 ]         |
| Billboard Music Awards              | 2019 | Himself                                                         | Top Male Artist                               | Indicado  | [ 167 ]         |
| Billboard Music Awards              | 2019 | Himself                                                         | Top Streaming Artist                          | Indicado  | [ 167 ]         |
| Billboard Music Awards              | 2019 | Himself                                                         | Top Billboard 200 Artist                      | Indicado  | [ 167 ]         |
| Billboard Music Awards              | 2019 | Himself                                                         | Top Radio Songs Artist                        | Indicado  | [ 167 ]         |
| Billboard Music Awards              | 2019 | Himself                                                         | Top Hot 100 Artist                            | Indicado  | [ 167 ]         |
| Billboard Music Awards              | 2019 | Himself                                                         | Top Song Sales Artist                         | Indicado  | [ 167 ]         |
| Billboard Music Awards              | 2019 | Himself                                                         | Top Rap Artist                                | Indicado  | [ 167 ]         |
| Billboard Music Awards              | 2019 | Himself                                                         | Top Male Rap Artist                           | Indicado  | [ 167 ]         |
| Billboard Music Awards              | 2019 | Beerbongs & Bentleys                                            | Top Billboard 200 Album                       | Indicado  | [ 167 ]         |
| Billboard Music Awards              | 2019 | Beerbongs & Bentleys                                            | Top Rap Album                                 | Indicado  | [ 167 ]         |
| Billboard Music Awards              | 2019 | "Better Now"                                                    | Top Hot 100 Song                              | Indicado  | [ 167 ]         |
| Billboard Music Awards              | 2020 | Himself                                                         | Top Artist                                    | Venceu    | [ 168 ]         |
| Billboard Music Awards              | 2020 | Himself                                                         | Top Male Artist                               | Venceu    | [ 168 ]         |
| Billboard Music Awards              | 2020 | Himself                                                         | Top Streaming Artist                          | Venceu    | [ 168 ]         |
| Billboard Music Awards              | 2020 | Himself                                                         | Top Billboard 200 Artist                      | Venceu    | [ 168 ]         |
| Billboard Music Awards              | 2020 | Himself                                                         | Top Radio Songs Artist                        | Indicado  | [ 168 ]         |
| Billboard Music Awards              | 2020 | Himself                                                         | Top Hot 100 Artist                            | Venceu    | [ 168 ]         |
| Billboard Music Awards              | 2020 | Himself                                                         | Top Song Sales Artist                         | Indicado  | [ 168 ]         |
| Billboard Music Awards              | 2020 | Himself                                                         | Top Rap Artist                                | Venceu    | [ 168 ]         |
| Billboard Music Awards              | 2020 | Himself                                                         | Top Male Rap Artist                           | Venceu    | [ 168 ]         |
| Billboard Music Awards              | 2020 | Himself                                                         | Top Rap Tour                                  | Venceu    | [ 168 ]         |
| Billboard Music Awards              | 2020 | Hollywood's Bleeding                                            | Top Billboard 200 Album                       | Indicado  | [ 168 ]         |
| Billboard Music Awards              | 2020 | Hollywood's Bleeding                                            | Top Rap Album                                 | Venceu    | [ 168 ]         |
| Billboard Music Awards              | 2020 | "Sunflower" (with Swae Lee)                                     | Top Streaming Song                            | Indicado  | [ 168 ]         |
| Billboard Music Awards              | 2020 | "Sunflower" (with Swae Lee)                                     | Top Collaboration                             | Indicado  | [ 168 ]         |
| Billboard Music Awards              | 2020 | "Sunflower" (with Swae Lee)                                     | Top Rap Song                                  | Indicado  | [ 168 ]         |
| Billboard Music Awards              | 2020 | "Wow"                                                           | Top Rap Song                                  | Indicado  | [ 168 ]         |
| Bravo Otto                          | 2019 | Himself                                                         | Hip-Hop International                         | Indicado  | [ 169 ]         |
| Clio Awards                         | 2019 | "Sunflower" (with Swae Lee)                                     | Animation                                     | Venceu    | [ 170 ]         |
| Danish Music Awards                 | 2019 | Beerbongs & Bentleys                                            | International Album of the Year               | Indicado  | [ 171 ]         |
| Danish Music Awards                 | 2019 | "Rockstar" (featuring 21 Savage)                                | International Hit of the Year                 | Indicado  | [ 171 ]         |
| Global Awards                       | 2018 | Himself                                                         | Best RnB, Hip Hop or Grime                    | Indicado  | [ 172 ]         |
| Global Awards                       | 2019 | Himself                                                         | Best Male                                     | Indicado  | [ 173 ]         |
| Global Awards                       | 2020 | Himself                                                         | Best RnB or Hip Hop or Grime                  | Indicado  | [ 174 ]         |
| Grammy Awards                       | 2019 | Beerbongs & Bentleys                                            | Album of the Year                             | Indicado  | [ 175 ]         |
| Grammy Awards                       | 2019 | "Rockstar" (featuring 21 Savage)                                | Record of the Year                            | Indicado  | [ 175 ]         |
| Grammy Awards                       | 2019 | "Rockstar" (featuring 21 Savage)                                | Best Rap/Sung Performance                     | Indicado  | [ 175 ]         |
| Grammy Awards                       | 2019 | "Better Now"                                                    | Best Pop Solo Performance                     | Indicado  | [ 175 ]         |
| Grammy Awards                       | 2020 | "Sunflower" (with Swae Lee)                                     | Record of the Year                            | Indicado  | [ 176 ]         |
| Grammy Awards                       | 2020 | "Sunflower" (with Swae Lee)                                     | Best Pop Duo/Group Performance                | Indicado  | [ 176 ]         |
| Grammy Awards                       | 2021 | Hollywood's Bleeding                                            | Album of the Year                             | Pendente  | [ 177 ]         |
| Grammy Awards                       | 2021 | "Circles"                                                       | Record of the Year                            | Pendente  | [ 177 ]         |
| Grammy Awards                       | 2021 | "Circles"                                                       | Song of the Year                              | Pendente  | [ 177 ]         |
| Guild of Music Supervisors Awards   | 2019 | "Sunflower" (with Swae Lee)                                     | Best Song/Recording Created for a Film        | Indicado  | [ 178 ]         |
| Hungarian Music Awards              | 2019 | Beerbongs & Bentleys                                            | Foreign Hip-Hop Album of the Year             | Indicado  | [ 179 ]         |
| iHeartRadio Much Music Video Awards | 2017 | Himself                                                         | Best New International Artist                 | Indicado  | [ 180 ]         |
| iHeartRadio Much Music Video Awards | 2018 | Himself                                                         | Artist of the Year                            | Indicado  | [ 181 ]         |
| iHeartRadio Much Music Video Awards | 2018 | Himself                                                         | Best Hip Hop Artist or Group                  | Indicado  | [ 181 ]         |
| iHeartRadio Much Music Video Awards | 2018 | "Rockstar" (featuring 21 Savage)                                | Fan Fave Single                               | Indicado  | [ 181 ]         |
| iHeartRadio Music Awards            | 2018 | "Rockstar" (featuring 21 Savage)                                | Hip-Hop Song of the Year                      | Indicado  | [ 182 ]         |
| iHeartRadio Music Awards            | 2018 | "Homemade Dynamite (Remix)" (with Lorde, Khalid & SZA)          | Best Remix                                    | Indicado  | [ 182 ]         |
| iHeartRadio Music Awards            | 2019 | Himself                                                         | Male Artist of the Year                       | Indicado  | [ 183 ]         |
| iHeartRadio Music Awards            | 2019 | Himself                                                         | Hip-Hop Artist of the Year                    | Indicado  | [ 183 ]         |
| iHeartRadio Music Awards            | 2019 | "Better Now"                                                    | Song of the Year                              | Indicado  | [ 183 ]         |
| iHeartRadio Music Awards            | 2019 | "Psycho" (featuring Ty Dolla Sign)                              | Hip-Hop Song of the Year                      | Indicado  | [ 183 ]         |
| iHeartRadio Music Awards            | 2019 | "Psycho" (featuring Ty Dolla Sign)                              | Best Music Video                              | Indicado  | [ 183 ]         |
| iHeartRadio Music Awards            | 2020 | Himself                                                         | Male Artist of the Year                       | Venceu    | [ 184 ]         |
| iHeartRadio Music Awards            | 2020 | Himself                                                         | Most Thumbed Up Artist of the Year            | Venceu    | [ 184 ]         |
| iHeartRadio Music Awards            | 2020 | "Sunflower" (with Swae Lee)                                     | Best Collaboration                            | Indicado  | [ 184 ]         |
| iHeartRadio Music Awards            | 2020 | "Sunflower" (with Swae Lee)                                     | Most Thumbed Up Song of the Year              | Venceu    | [ 184 ]         |
| iHeartRadio Titanium Awards         | 2019 | "Better Now"                                                    | Winning Songs                                 | Venceu    | [ 185 ]         |
| iHeartRadio Titanium Awards         | 2019 | "Psycho" (featuring Ty Dolla Sign)                              | Winning Songs                                 | Venceu    | [ 185 ]         |
| iHeartRadio Titanium Awards         | 2019 | "Rockstar" (featuring 21 Savage)                                | Winning Songs                                 | Venceu    | [ 185 ]         |
| Juno Awards                         | 2018 | Stoney                                                          | International Album of the Year               | Indicado  | [ 186 ]         |
| Juno Awards                         | 2019 | Beerbongs & Bentleys                                            | International Album of the Year               | Venceu    | [ 187 ]         |
| Juno Awards                         | 2019 | "Jackie Chan" (with Tiësto, Dzeko & Preme)                      | Dance Recording of the Year                   | Indicado  | [ 187 ]         |
| Juno Awards                         | 2020 | Hollywood's Bleeding                                            | International Album of the Year               | Indicado  | [ 188 ]         |
| LOS40 Music Awards                  | 2018 | Himself                                                         | International New Artist of the Year          | Indicado  | [ 189 ]         |
| LOS40 Music Awards                  | 2018 | Beerbongs & Bentleys                                            | International Album of the Year               | Indicado  | [ 189 ]         |
| Melon Music Awards                  | 2019 | "Sunflower" (with Swae Lee)                                     | Best OST                                      | Indicado  | [ 190 ]         |
| MTV Europe Music Awards             | 2017 | Himself                                                         | Best Hip-Hop                                  | Indicado  | [ 191 ]         |
| MTV Europe Music Awards             | 2018 | Himself                                                         | Best Artist                                   | Indicado  | [ 192 ]         |
| MTV Europe Music Awards             | 2018 | Himself                                                         | Best Look                                     | Indicado  | [ 192 ]         |
| MTV Europe Music Awards             | 2018 | Himself                                                         | Best US Act                                   | Indicado  | [ 192 ]         |
| MTV Europe Music Awards             | 2018 | "Rockstar" (featuring 21 Savage)                                | Best Song                                     | Indicado  | [ 192 ]         |
| MTV Europe Music Awards             | 2018 | Wireless Festival                                               | Best World Stage                              | Indicado  | [ 192 ]         |
| MTV Europe Music Awards             | 2019 | "Sunflower" (with Swae Lee)                                     | Best Song                                     | Indicado  | [ 193 ]         |
| MTV Europe Music Awards             | 2020 | "Nirvana Tribute"                                               | Best Virtual Live                             | Indicado  | [ 194 ]         |
| MTV Millennial Awards Brazil        | 2020 | "Circles"                                                       | Global Hit                                    | Indicado  | [ 195 ]         |
| MTV Video Music Awards              | 2018 | Himself                                                         | Artist of the Year                            | Indicado  | [ 196 ]         |
| MTV Video Music Awards              | 2018 | "Rockstar" (featuring 21 Savage)                                | Song of the Year                              | Venceu    | [ 196 ]         |
| MTV Video Music Awards              | 2018 | "Better Now"                                                    | Song of Summer                                | Indicado  | [ 196 ]         |
| MTV Video Music Awards              | 2019 | "Goodbyes" (featuring Young Thug)                               | Song of Summer                                | Indicado  | [ 197 ]         |
| MTV Video Music Awards              | 2020 | Himself                                                         | Artist of the Year                            | Indicado  | [ 198 ]         |
| MTV Video Music Awards              | 2020 | "Circles"                                                       | Song of the Year                              | Indicado  | [ 198 ]         |
| MTV Video Music Awards              | 2020 | Nirvana Tribute                                                 | Best Quarantine Performance                   | Indicado  | [ 198 ]         |
| MTV Video Play Awards               | 2018 | "Psycho" (featuring Ty Dolla Sign)                              | Winning Video                                 | Venceu    | [ 199 ]         |
| MTV Video Play Awards               | 2019 | "Sunflower" (with Swae Lee)                                     | Winning Video                                 | Venceu    | [ 200 ]         |
| Nickelodeon Kids' Choice Awards     | 2019 | Himself                                                         | Favorite Breakout Artist                      | Indicado  | [ 201 ]         |
| Nickelodeon Kids' Choice Awards     | 2020 | Himself                                                         | Favorite Male Artist                          | Indicado  |                 |
| Nickelodeon Kids' Choice Awards     | 2020 | "Sunflower" (with Swae Lee)                                     | Favorite Music Collaboration                  | Indicado  |                 |
| NRJ Music Awards                    | 2018 | Himself                                                         | International Breakthrough of the Year        | Indicado  | [ 202 ]         |
| NRJ Music Awards                    | 2019 | Himself                                                         | International Male Artist of the Year         | Indicado  | [ 203 ]         |
| People's Choice Awards              | 2019 | Himself                                                         | Male Artist of 2019                           | Indicado  | [ 204 ]         |
| Pollstar Awards                     | 2020 | Beerbongs & Bentleys Tour and Runaway Tour                      | Best Hip-Hop/R&B Tour                         | Venceu    | [ 205 ]         |
| Rockbjörnen                         | 2018 | "Rockstar" (featuring 21 Savage)                                | Foreign Song of the Year                      | Indicado  | [ 206 ]         |
| Rockbjörnen                         | 2019 | "Wow"                                                           | Foreign Song of the Year                      | Indicado  | [ 207 ]         |
| Teen Choice Awards                  | 2018 | Himself                                                         | Choice Artist: R&B/Hip-Hop                    | Indicado  | [ 208 ]         |
| Teen Choice Awards                  | 2019 | Himself                                                         | Choice Male Artist                            | Indicado  | [ 209 ]         |
| Teen Choice Awards                  | 2019 | Himself                                                         | Choice Artist: R&B/Hip-Hop                    | Indicado  | [ 209 ]         |
| Teen Choice Awards                  | 2019 | "Wow"                                                           | Choice Song: Male Artist                      | Indicado  | [ 209 ]         |
| Teen Choice Awards                  | 2019 | "Wow"                                                           | Choice Song: R&B/Hip-Hop                      | Indicado  | [ 209 ]         |
| Teen Choice Awards                  | 2019 | "Sunflower" (with Swae Lee)                                     | Choice Song: R&B/Hip-Hop                      | Indicado  | [ 209 ]         |
| Teen Choice Awards                  | 2019 | "Sunflower" (with Swae Lee)                                     | Choice Song From a Movie                      | Indicado  | [ 209 ]         |
| Urban Music Awards                  | 2018 | Himself                                                         | Best International Artist 2018                | Indicado  | [ 210 ]         |
| Urban Music Awards                  | 2018 | Himself                                                         | Artist of the Year (USA)                      | Indicado  | [ 210 ]         |
| Webby Awards                        | 2019 | Post Malone pranks people with undercover record store surprise | Video – Viral                                 | Indicado  | [ 211 ] [ 212 ] |
| ZD Awards                           | 2018 | Himself                                                         | Best Foreign Act                              | Indicado  | [ 213 ]         |

## Coleção de roupas
Em agosto de 2019, Malone se uniu a sua marca de bebida favorita, a Bud Light, para lançar uma coleção de roupas com unidades limitadas e designs exclusivos. Malone tem sido um fã fanático de bebida já a longa data, especificamente Bud Light. Muitas vezes elas fazem uma participação especial em sua música. Seu segundo álbum foi nomeado Beerbongs & Bentleys é um exemplo disso. Post Malone ainda foi nomeado Influencer do Ano da Bud Light.
A coleção em colaboração da Bud Light com o artista, ficou disponível em uma loja pop-up em Nova York (Manhattan) nos dias 4 e 5 de agosto e, em seguida, foi para venda on-line.